# Synagoga w Chojnicach
Synagoga w Chojnicach – synagoga została wybudowana w XIX wieku. Mieściła się przy dawnej ulicy Conwictstrasse 9 (dzisiaj róg ulic: Sukienników i Bankowej) w miejscu gdzie stoi sklep „Narzędziowiec”. Została zniszczona przez hitlerowców jesienią 1939 roku.